# Bombarda Turca

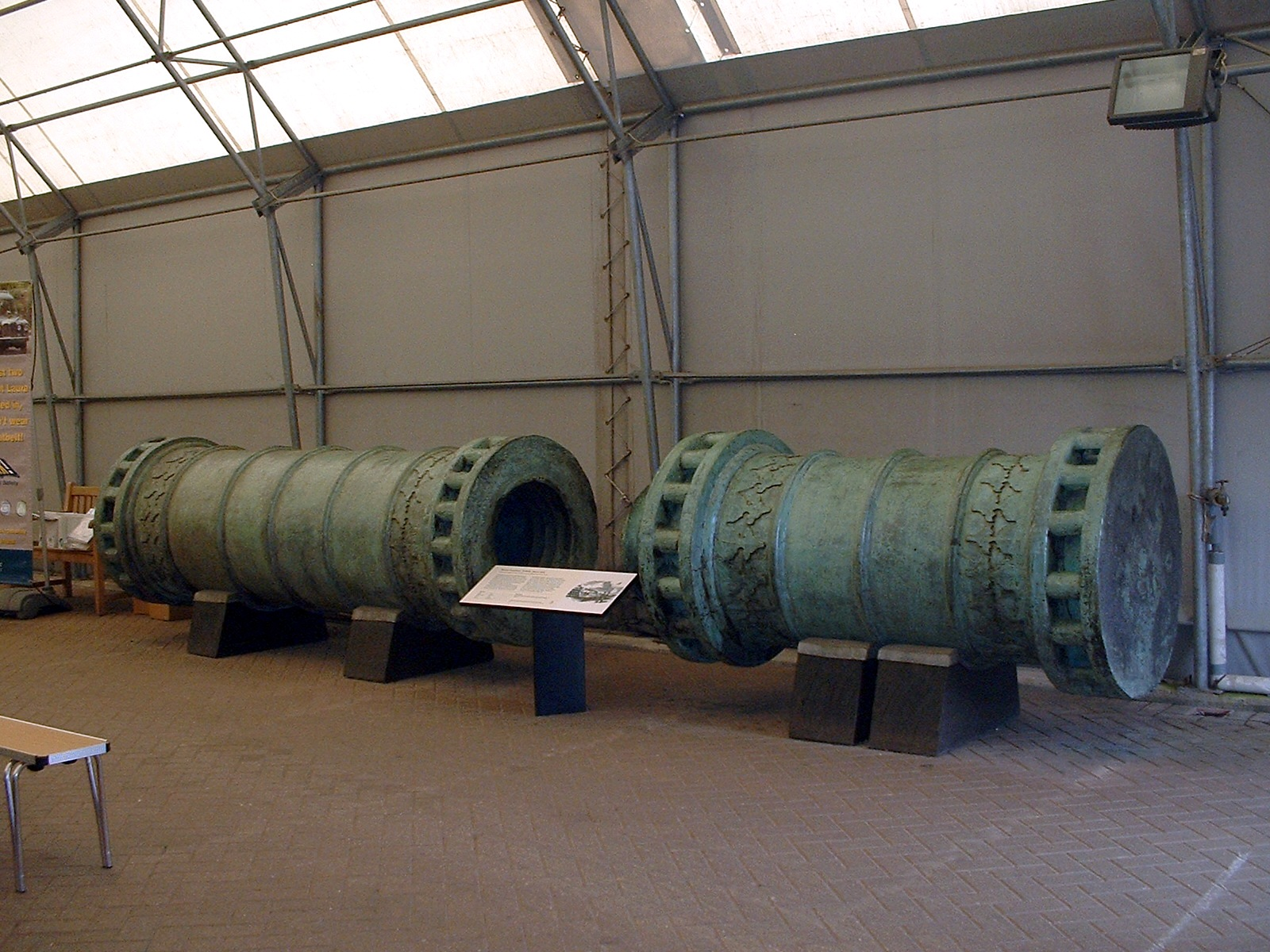
Imagem da Bombarda Turca, que é mantida no Museu Histórico Fort Nelson, na Inglaterra

Bombarda Turca, também conhecida por Canhão Real ou Canhão de Maomé foi uma gigantesca bombarda usada pelo Império Otomano para derrubar a muralha que protegia a cidade de Constantinopla, conseguindo, assim, adentrar esta cidade.
Fundida em Adrianópolis pelo engenheiro húngaro Orbán, a pedido do sultão Maomé II, o Conquistador, esta bombarda era um monstro de bronze de oito metros de comprimento que pesava sete toneladas. Construído com moldes duplos (para facilitar o seu transporte), a bombarda era composta por duas partes, feitas em bronze maciço, que eram rosqueadas para formar a maior Bombarda do mundo, cujas peças possibilitavam encaixes transversais cruzados para a inserção de alavancas que permitissem aos soldados girar os canos, de forma a rosquear o carregador de pólvora ao cano de disparo.
Mesmo sendo dividida ao meio para melhor facilitação de seu transporte, para chegar ao local do disparo, a bombarda foi arrastada por 60 bois, auxiliados por um contingente de 400 homens.